# Circonscription de Banks
La circonscription de Banks est une circonscription électorale australienne en Nouvelle-Galles du Sud. Elle est située dans la banlieue sud-ouest de Sydney. Elle comprend les quartiers de  Allawah, East Hills, Hurstville, Hurstville Grove, Lugarno, Mortdale, Oatley, Padstow, Padstow Heights, Panania, Peakhurst, Peakhurst Heights, Picnic Point, Revesby Heights et South Hurstville, ainsi que des parties de Bankstown, Bankstown Aerodrome, Beverly Hills, Blakehurst, Carlton, Condell Park, Connells Point, Milperra, Narwee, Penshurst, Revesby et Riverwood.
Elle a été créée en 1949 et porte le nom de Joseph Banks le scientifique qui accompagna le capitaine Cook lors de son expédition de 1770.
Le siège a toujours été occupé par le Parti travailliste, excepté de 2013 à 2025.

## Représentants
| Nom            | Parti        | Période de mandat |
| -------------- | ------------ | ----------------- |
| Dominic Costa  | Travailliste | 1949–1969         |
| Vince Martin   | Travailliste | 1969–1980         |
| John Mountford | Travailliste | 1980–1990         |
| Daryl Melham   | Travailliste | 1990–2013         |
| David Coleman  | Libéral      | 2013-2025         |
| Zhi Soon       | Travailliste | depuis 2025       |